# Jandira Sassingui Neto
Jandira Sassingui Neto (sinh ngày 28 tháng 4 năm 1983) là một ca sĩ và nhạc sĩ người Angola. Cô sinh ra ở tỉnh Huambo nằm ở khu vực miền Trung của Angola và được biết đến với nghệ danh Pearl.

## Đầu đời
Sinh ra ở tỉnh Huambo năm 1983, Pearl là con gái của một bà mẹ là bác sĩ y khoa. Cha cô là một luật sư và nhạc sĩ. Cha của cô, Manuel Sassingui (hiện đã qua đời) là thành viên của nhóm nhạc Stars of the South. Năm 9 tuổi, cùng mẹ và ba anh em, gia đình họ phải chuyển từ Huambo đến Luanda vì Nội chiến Anh. Vài năm sau, họ đến Windhoek, thủ đô của Namibia. Cô học luật tại Đại học Pretoria, Nam Phi.

## Sự nghiệp
Cô đã có cơ hội tuyệt vời đầu tiên trong thế giới âm nhạc ở Pretoria, lấy cảm hứng từ chương trình tài năng Coca-Cola Pop Stars. Cô đã tham gia cuộc thi nhưng cuối cùng sẽ bị loại vì không phải là người Nam Phi. Cô đã trở thành một ca sĩ nổi tiếng và đã biểu diễn ở Angola và Bồ Đào Nha.

## Cuộc sống cá nhân
Cô có một cô con gái, Valentine, với Sérgio Neto, giám đốc điều hành của Semba Comunicação.